# Eugenia holdridgei
Eugenia holdridgei är en myrtenväxtart som beskrevs av Brother Alain. Eugenia holdridgei ingår i släktet Eugenia och familjen myrtenväxter.
Artens utbredningsområde är Haiti. Inga underarter finns listade i Catalogue of Life.